# 日産・スカイラインターボC
日産・スカイラインターボCは、1983年全日本耐久選手権（後のJSPC）、および富士ロングディスタンスシリーズ（富士LD）参戦用にガレージルマン（現 株式会社ルマン）が開発したR30スカイラインがベースのグループCカーである。1982年南アフリカ・キャラミ9時間耐久に参戦したスカイラインターボGr.5がベースになっている。エンジンは日産のLZ20B型（2.1リットル・直列4気筒ターボ）を搭載している。

## 概要
1982年8月、スプリント用のスカイライン・スーパーシルエットとは別に、日産の追浜ワークス、ガレージルマン（現・株式会社ルマン）、東京R&Dの共同プロジェクトとして、耐久レース用のスカイラインのグループ5仕様車（シルエットフォーミュラ）を製作。期待されたWEC-JAPANへの参戦はならなかったが、11月6日に南アフリカ キャラミ9時間Category2(Gr.4 and 5)に元F1ドライバーのデヴィッド・ホッブス(GB)、長谷見昌弘(J)、ラリーレジェンドのトニー・ポンド(GB)のドライブにより参戦したが、アクシデントでリタイヤに終る（エントリーリストの車名はDatsun Skyline。カーナンバーは14）。
翌1983年、前年までスプリントのスーパーシルエットシリーズに日産車で参戦していたホシノレーシング、セントラル20、そしてハセミモータースポーツにエンジン供給・資金援助を行う形で、日産は耐久レースへの参入を依頼する。トムスで一括して耐久レースに参戦したトヨタ自動車とは異なり、日産は3チームでそれぞれ独自のアプローチをした。ハセミモータースポーツは、前年南アフリカに遠征した耐久仕様のスカイライン・シルエットGroup5がすでにチューブラーフレームのレーシングマシンであったため、本物の耐久プロトタイプの良いベースになると考え、グループC規定に合致するよう改造。ルーフを切り詰め車高を下げ、さらに幅広で、より長いボディスタイルにされ、車の全体的な形状は押し下げられ、ウイングも低く大型化されて空力プロファイルは低下した。しかし、グループC規定に合わせたとは言え、元は市販車のスカイラインであるがゆえ、世界で唯一のフロントエンジンのグループCカーとなった。熱処理に苦労しコクピットは灼熱だったという。ドライビングシューズのゴム底が溶け、車を降りてすぐ足を冷やす必要があった談話が残る。レースを完走できた事が無く、成績は伴わなかったが、迫力あるスタイルからポルシェに優る人気を誇り、ポスター類もよく売れたという。
翌1984年より、ハセミモータースポーツの参戦車両も本格的なミッドシップのCカーであるLM・04C/日産に移行することとなる。「スカイラインターボC」の名前は、1984年のLM・04C、1985年のマーチ・85G/日産にも受け継がれるが、両車とも市販のスカイラインとの関連性は一切ない純粋なグループCカーである。
グループ5に参加したスカイライン スーパーシルエットは、日産ヘリテージコレクションにて動態保存されているが、本車両に関しては日産の許可を得ずに製作されたことが原因で破却処分されている。

## 戦績

### 1983年

#### 6/5富士ロングディスタンスシリーズRd.1富士500km
カーナンバーは11。FLDSクラスD。デビュー戦のこのレースではスタートでトラストのポルシェ・956を交わしトップに立ち、ヘアピンまでは順位をキープするも、コントロールラインに戻ってくるまでには首位を奪われ、LAPリーダーとは記録されなかった。ドライバーは長谷見昌弘、都平健二。43周でクラッシュ、サスペンションアクシデントでリタイア。

#### 7/24 富士ロングディスタンスシリーズ Rd.2富士1000km
カーナンバーは11。FLDSクラスD。マイナートラブルで緊急ピットインしたポルシェに替わり首位に立ち、国産グループCカー初のLAPリーダーとなる。139周エンジンオーバーヒートトラブル、リタイヤ。

#### 8/28全日本耐久選手権Rd.2鈴鹿1000km
カーナンバーは11。Gr.Cクラス。106周でリタイア。

#### 10/2 全日本耐久選手権 Rd.3、WECRd.6WEC-JAPAN
カーナンバーは10。Gr.Cクラス。富士スピードウェイ。世界スポーツカー選手権を兼ねるレースなので、Rothmansポルシェ956やザウバーC7 BMWが参戦。マツダ717C、アルバAR2、ロテックM1C BMWと2台のMCS車など下位のグループCジュニアクラスも参加した。このレース以降ハセミモータースポーツは、Group5の面影が残る未改造だった左右ドアに、ボトルネックの前後オーバーフェンダーの隙間を埋めるために目立つフィラーパネルを取り付けた。予選は16位。88周でオイルリークに見舞われリタイア。

#### 11/27 富士ロングディスタンスシリーズ Rd.3富士500マイル
カーナンバーは11。FLDSクラスD。29周エンジンオーバーヒートトラブル。リタイア。